# Фалькова (гміна Ценжковіце)
Фалькова (пол. Falkowa) — село в Польщі, у гміні Ценжковиці Тарновського повіту Малопольського воєводства.
Населення — 393 особи (2011).
У 1975-1998 роках село належало до Тарновського воєводства.

## Демографія
Демографічна структура станом на 31 березня 2011 року:
|          | Загалом | Допрацездатний вік | Працездатний вік | Постпрацездатний вік |
| -------- | ------- | ------------------ | ---------------- | -------------------- |
| Чоловіки | 194     | 49                 | 127              | 18                   |
| Жінки    | 199     | 57                 | 99               | 43                   |
| Разом    | 393     | 106                | 226              | 61                   |